# Friedrich-Wilhelm-Lübke-Koog
Friedrich-Wilhelm-Lübke-Koog là một đô thị tại huyện Nordfriesland, trong bang Schleswig-Holstein, nước Đức. Đô thị này có diện tích 13,49 km², dân số thời điểm 31 tháng 12 năm 2006 là 157 người.
Đô thị này tọa lạc trên và được đặt tên theo khu đất lấn biển (tiếng Đức: Koog) hoàn thành năm 1954 và được đặt tên theo Friedrich-Wilhelm Lübke (tiếng Đức), người mất năm 1954.